# Princip personality
Princip personality je klíčovým východiskem teologické etiky a základem pro další principy, které z něho vycházejí a jsou rozvedením křesťanského chápání člověka jakožto osoby se sebepřekračující transcendentálně zakotvenou důstojností. Další teologicko-etické principy – solidarita a subsidiarita – z personality vychází. Princip personality vybízí, aby se při promýšlení etických dilemat v oblasti křesťanské aplikované etiky člověk důsledně respektoval jakožto osoba s nezcizitelnou důstojností Božího dítěte, Božího partnera, Božího obrazu (Gn 1,26). V dialogickém zakotvení lidské osoby s trojjediným Bohem nazírá teologická etika velikost a nevýslovnou důstojnost lidské osoby. Odtud vyvěrá sebepřekračující důstojnost lidské osoby, která určuje lidskou existenci. Lidskou osobu nelze zvěcňovat, redukovat na prostředek nebo výrobní jednotku a všechny sociální instituce je třeba posuzovat nakolik jsou zacíleny ve prospěch lidské osobě, která je vlastním základem, účinnou příčinou a také cílem každého společenského zřízení. Teologicko-etický princip personality důsledně staví na myšlenkové linii ontologického personalismu a přiznává osobní důstojnost každé lidské bytosti ve všech fázích života, zcela nezávisle na vnějších znacích, nezávisle na aktuálním vědomí a nezávisle na zapojení do přediva mezilidských vztahů. Princip personality chrání osobní důstojnost každé lidské bytosti jako nositele nezcizitelných práv.
Teologické pojetí lidské osoby, které má svou – více než dvě tisíciletí trvající – historii, vyprofilovalo dva základní přístupy chápání lidské osoby: substanciální, tedy statický přístup a relacionální, tedy dynamický přístup. Dnes se katolická teologie většinově kloní k vyváženému dynamickému modelu, který ovšem pevně stojí na základech modelu statického a definuje lidskou osobu jako: individuální substanci rozumové přirozenosti jakožto Bohem stvořeného jsoucna, která se plně realizuje a aktualizuje ve vztazích, na vertikální úrovni s Bohem, na horizontální úrovni s lidmi a je nositelkou důstojnosti Božího obrazu a partnera. Podle teologa Ondřeje Havelky jsou v soudobé teologické etice přítomné čtyři elementární přístupy k principu personality a k problematice chápání lidské osoby: 1. substanciální, 2. umírněně relacionální, 3. výrazně relacionální a 4. čirý aktualismus.